# Pritchard's
 (décembre 2020).

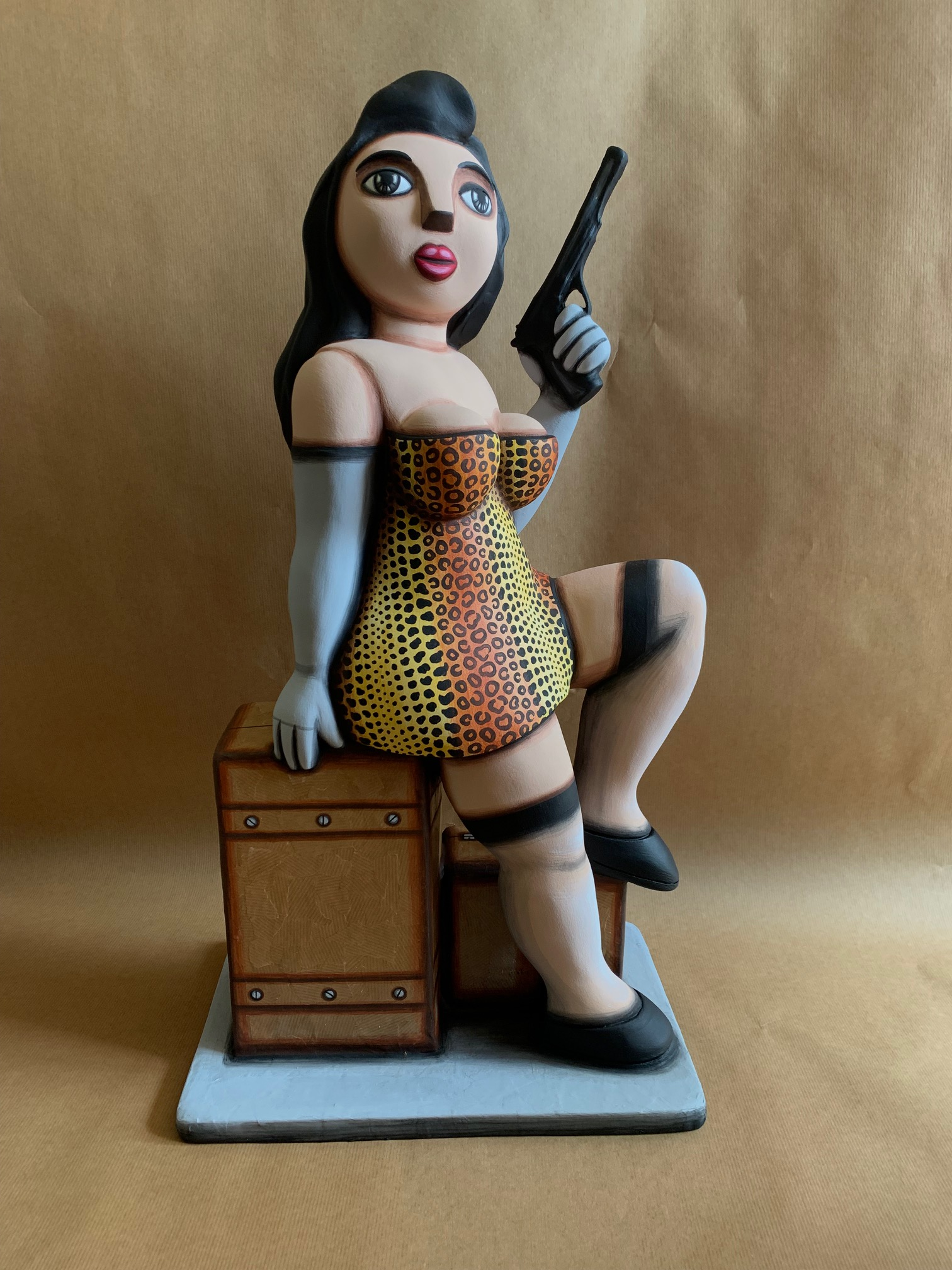
L'espionne, Sculpture

Les Pritchard's sont un duo et couple d'artistes polyvalents perpignanais composé d'Eric Pritchard né à Paris le 2 Juillet 1960 et de Sabine Raynal née le 22 Février 1971 à Céret. Après avoir exercé de nombreuses années en tant que coiffeur et dans l'univers de la mode et de la publicité, Eric Pritchard rencontre Sabine Raynal, diplômée des beaux arts de Perpignan. Dès lors, ils deviennent partenaires à la vie comme à la scène.

## Expositions

### Individuelles
- Les Pritchard's chez Isotta, été 2024 (Les Dames de France, Place Catalogne, Perpignan, Pyrénées-Orientales)[3]
- Les Pritchard's à la Galerie le 27 in Paris, exposition éphémère du 14 au 26 mars 2023 (Rue des Blancs Manteaux, Paris)

- Les Pritchard's à la Galerie le 27, exposition d'été 2022, 2023 (Céret, Pyrénées-Orientales)[3]
- Les Pritchard's, deuxième escale à Port-Vendres (du 22 juillet au 7 août 2021 à la Galerie du Pavillon des arts, Caserne du Fer à Cheval, à Port-Vendres, Pyrénées-Orientales)[4],[5],[6]
- Les Pritchard's à Port-Vendres (du 11 au 20 août 2020 au centre d'art "Le Dôme" à Port-Vendres , Pyrénées-Orientales)[7]
- Si t'es pas sage... (du 7 au 28 décembre 2019 au Castillet de Perpignan , Pyrénées-Orientales)[8]
- Les Pritchard's au Bunker (du 12 au 31 juillet 2019 au blockhaus de Torreilles , Pyrénées-Orientales)[9]
- Voyages extraordinaires des Pritchard's (4 au 30 août 2018 à la Capelleta de Ceret, Pyrénées-Orientales)[10]
- Bancs publics (du 1 au 31 décembre 2017, au Castang Art Project à Perpignan, Pyrénées-Orientales)
- Les Pritchard's font leur cinéma (du 6 mai au 11 juin 2017 à la Galerie des Hospices de Canet-en-Roussillon, Pyrénées-Orientales)[11]
- Encore des pâtes (du 26 août au 14 septembre au Castang Art Project à Perpignan, Pyrénées-Orientales)[12]

### Collectives
- Les 111 ans du Cinéma Castillet (Exposition Collective), 2023[13]
- Mise en Cène (du 29 juin au 28 août 2022, Chapelle du Quartier-Haut, Sète)[14]
- Art Up! (du 2 au 5 mars 2017, Grand Palais de Lille, Nord)[15]

## Œuvres notoires

### Sculptures
- Dali en lévitation, Place de Catalogne, Perpignan (Pyrénées-Orientales)

### Fresques
- Fresque Le Jardin Public, Place de Catalogne (Jardin Terrus), Perpignan (Pyrénées-Orientales), 2021
- Fresque Rue de la Fête, Avenue du Vernet, Bompas (Pyrénées-Orientales), 2024

### Interviews
- Les Pritchard's, artistes facétieux, Émission de 5 épisodes "Une semaine dans leurs vies" , 2024

### Affiches
- Fête de l'espadrille de Saint Laurent de Cerdans , 2018
- Festival Les mercredis d'Arles, 2017
- Festival Setmana de la Rumba Catalana, 2016
- Festival Setmana de la Rumba Catalana, 2015

### Pochettes d'Albums
- Les Madeleines, Paradiso Perduto, 2018
- Les Madeleines, 21 Printemps, 2018
- Les Madeleines, Des courants d'air, 2016
- Les Madeleines, 2002